# CDB Clarinos de La Laguna
Il CDB Clarinos de La Laguna è una società femminile di pallacanestro di San Cristóbal de La Laguna, a Tenerife. Milita nella Liga Femenina de Baloncesto, massima divisione del campionato di pallacanestro femminile spagnolo.